# Павер електронікс

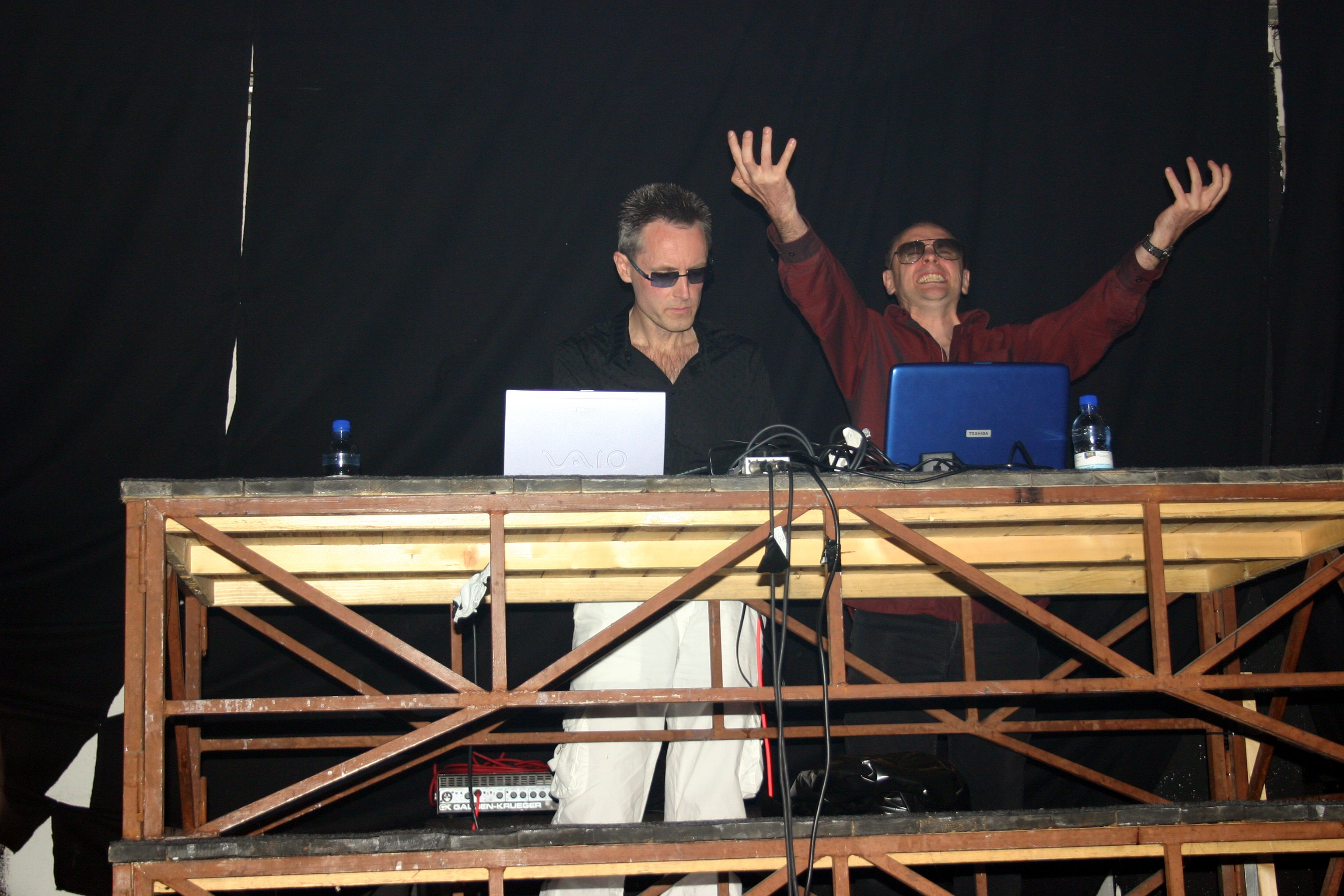
Whitehouse (Вільям Беннетт та Філіп Бест) наживо на Consumer Electronics Festival, 2006 рік

Павер електронікс — стиль електронної музики. Був винайдений Вільямом Беннеттом як частина написів на обкладинках Whitehouse, до альбому Psychopathia Sexualis, і посилала до сцени Industrial Records, але потім став ідентифікуватися з нойзом. Напрямок побудовано на одноманітності, воланні фідбеку, аналогових синтезаторів які роблять глибинні басові або високочастотні гучні звуки, і крикливі, зашумлені тексти, які часто містять у собі ненависть та образи. Напрямок дуже атональний, він не має звичних мелодій або ритмів.
Tellus Audio Cassette Magazine видало збірку на касетній стрічці, яка має назву Power Electronics у 1986 році, під керівництвом Джозефа Нечватала.

## Дет індастріял
Дет індастріял є піднапрямком industrial, яким має важку атмосферу, низькочастотні гудіння, жорсткі повторювання та волальний та/або зашумлені співи. Його можна відрізнити від павер електронікс за повільнішим, більш атмосферним звуком що нагадує dark ambient, та менш жорстким звуком. У гурти, які позначаються як дет індастріял, входять  Brighter Death Now, Atrax Morgue, Anenzephalia, Atrax Morgue, Aelia Capitolina, Author & Punisher, Genocide Organ, Hieronymus Bosch, Stratvm Terror, S.T.A.B. Electronics, IRM, Genocide Lolita and Dead Man's Hill.

## Референції
1. ↑  Whitehouse, Allmusic bio.
2. ↑  Emily Benjamin, "Whitehouse Asceticists Susan Lawly".
3. ↑   [Архівовано 31 липня 2017 у Wayback Machine.] Tellus #13 - Power Electronics (1986)
4. ↑   [Архівовано 4 березня 2016 у Wayback Machine.] Last.fm - Death Industrial (2008)